# Düsseldorfer Turn- und Sportverein Fortuna 1895 2010-2011
Questa voce raccoglie le informazioni riguardanti il Düsseldorfer Turn- und Sportverein Fortuna 1895 nelle competizioni ufficiali della stagione 2010-2011.

## Stagione
Nella stagione 2010-2011 il Fortuna Dusseldorf, allenato da Norbert Meier, concluse il campionato di 2. Bundesliga al 7º posto. In Coppa di Germania il Fortuna Dusseldorf fu eliminato al primo turno dal Coblenza.

## Rosa
| N. |                         | Ruolo | Calciatore             |
| -- | ----------------------- | ----- | ---------------------- |
| 1  | Germania (bandiera)     | P     | Michael Melka          |
| 22 | Germania (bandiera)     | P     | Michael Ratajczak      |
| 33 | Germania (bandiera)     | P     | Max Schulze Niehues    |
| 6  | Germania (bandiera)     | D     | Jens Langeneke         |
| 5  | RD del Congo (bandiera) | D     | Assani Lukimya         |
| 31 | Germania (bandiera)     | D     | Kai Schwertfeger       |
| 4  | Brasile (bandiera)      | D     | Tiago Calvano          |
| 21 | Germania (bandiera)     | D     | Johannes van den Bergh |
| 2  | Germania (bandiera)     | D     | Christian Weber        |
| 11 | Germania (bandiera)     | C     | Maximilian Beister     |
| 13 | Germania (bandiera)     | C     | Adam Bodzek            |
| 10 | Germania (bandiera)     | C     | Marco Christ           |

| N. |                         | Ruolo | Calciatore        |
| -- | ----------------------- | ----- | ----------------- |
| 3  | Germania (bandiera)     | C     | Claus Costa       |
| 8  | Germania (bandiera)     | C     | Sascha Dum        |
| 7  | Germania (bandiera)     | C     | Oliver Fink       |
| 17 | Germania (bandiera)     | C     | Andreas Lambertz  |
| 15 | Burkina Faso (bandiera) | C     | Patrick Zoundi    |
| 18 | Germania (bandiera)     | A     | Thomas Bröker     |
| 19 | Germania (bandiera)     | A     | Marcel Gaus       |
| 20 | Danimarca (bandiera)    | A     | Ken Ilsø          |
| 9  | Serbia (bandiera)       | A     | Ranisav Jovanović |
| 23 | Germania (bandiera)     | A     | Marco Königs      |
| 30 | Germania (bandiera)     | A     | Sascha Rösler     |
| 14 | Ungheria (bandiera)     | A     | Sándor Torghelle  |

## Organigramma societario
Area tecnica
- Allenatore: Norbert Meier
- Allenatore in seconda: Uwe Klein
- Preparatore dei portieri: Michael Stahl
- Preparatori atletici: Thomas Gucek

## Risultati

### 2. Bundesliga

#### Girone di andata
| Arbitro: | Sippel |

|                       |           |  |
| Jula 50’ Petersen 75’ | Marcatori |  |

| Arbitro: | Hartmann |

|                |           |                            |
| Wellington 81’ | Marcatori | 25’ Friend 30’ Domovčijski |

| Arbitro: | Willenborg |

|             |           |  |
| Cidimar 38’ | Marcatori |  |

| Arbitro: | Ittrich |

|                  |           |                    |
| Lovin 45’ (aut.) | Marcatori | 49’ Rakić 52’ Buck |

| Arbitro: | Steuer |

|                                    |           |  |
| Buchner 20’ Hofmann 47’ Gerber 60’ | Marcatori |  |

| Arbitro: | Aytekin |

|  |           |          |
|  | Marcatori | 22’ Jong |

| Arbitro: | Zwayer |

|                          |           |                                         |
| Heidrich 21’ Schmidt 74’ | Marcatori | 3’ Zoundi 11’ (rig.) Langeneke 33’ Fink |

| Arbitro: | Wingenbach |

|            |           |  |
| Bröker 43’ | Marcatori |  |

| Arbitro: | Schriever |

|                                  |           |  |
| Mohr 56’ Kapllani 81’ Wemmer 82’ | Marcatori |  |

| Arbitro: | Kircher |

|                     |           |  |
| Veigneau 83’ (aut.) | Marcatori |  |

| Arbitro: | Welz |

|            |           |  |
| Hensel 84’ | Marcatori |  |

| Arbitro: | Christ |

|                                             |           |  |
| Fink 48’ Langeneke 61’ (rig.) Torghelle 88’ | Marcatori |  |

| Arbitro: | Aytekin |

|                |           |  |
| Mattuschka 64’ | Marcatori |  |

| Arbitro: | Leicher |

|  |           |                 |
|  | Marcatori | 14’, 16’ Bröker |

| Arbitro: | Schalk |

|           |           |  |
| Rösler 8’ | Marcatori |  |

| Aquisgrana 10 dicembre 2010, ore 18:00 CET 16ª giornata | Alemannia Aquisgrana | 0 – 0 referto | Fortuna Düsseldorf | Stadio Tivoli (20 071 spett.)\| Arbitro: \| Dingert \| |
| Arbitro:                                                | Dingert              |               |                    |                                                        |

| Arbitro: | Grudzinski |

|             |           |  |
| Beister 72’ | Marcatori |  |

#### Girone di ritorno
| Arbitro: | Brych |

|                                  |           |              |
| Bröker 39’ Lambertz 47’ Fink 69’ | Marcatori | 63’ Petersen |

| Arbitro: | Rafati |

|                                           |           |                   |
| Ramos 29’, 90’ Rukavytsya 51’ Lasogga 76’ | Marcatori | 21’, 68’ Lambertz |

| Arbitro: | Sippel |

|                                                |           |  |
| Ilsø 17’, 42’, 81’ Bodzek 48’ Beister 56’, 89’ | Marcatori |  |

| Arbitro: | Gräfe |

|           |           |          |
| Bülow 13’ | Marcatori | 77’ Gaus |

| Arbitro: | Osmers |

|                                       |           |                  |
| Beister 45’ Langeneke 52’, 64’ (rig.) | Marcatori | 49’ (rig.) Leitl |

| Arbitro: | Aytekin |

|                                 |           |  |
| Maltritz 24’ (rig.) Korkmaz 58’ | Marcatori |  |

| Arbitro: | Hartmann |

|                 |           |              |
| Rösler 24’, 89’ | Marcatori | 77’ Kotuljac |

| Arbitro: | Kinhöfer |

|                                                        |           |                               |
| Bellinghausen 4’ Rafael 52’, 58’ Oehrl 56’, 67’ (rig.) | Marcatori | 11’ Ilsø 19’ (rig.) Langeneke |

| Düsseldorf 12 marzo 2011, ore 13:00 CET 26ª giornata | Fortuna Düsseldorf | 0 – 0 referto | Paderborn | Merkur Spiel-Arena (18 536 spett.)\| Arbitro: \| Grudzinski \| |
| Arbitro:                                             | Grudzinski         |               |           |                                                                |

| Arbitro: | Schmidt |

|                |           |  |
| Maierhofer 68’ | Marcatori |  |

| Arbitro: | Steuer |

|                                                 |           |  |
| Ilsø 10’ Hensel 18’ (aut.) Langeneke 67’ (rig.) | Marcatori |  |

| Arbitro: | Schalk |

|                 |           |                                  |
| Kaya 51’ (rig.) | Marcatori | 58’ (rig.) Langeneke 61’ Beister |

| Arbitro: | Fischer |

|                                         |           |  |
| Rösler 16’ (rig.) Lambertz 35’ Ilsø 68’ | Marcatori |  |

| Arbitro: | Schriever |

|                         |           |  |
| Rösler 41’ Lambertz 69’ | Marcatori |  |

| Arbitro: | Christ |

|                             |           |                     |
| Chrisantus 28’ Langkamp 32’ | Marcatori | 82’ Bröker 89’ Ilsø |

| Arbitro: | Sippel |

|                                                    |           |            |
| Langeneke 14’ (rig.) Rösler 22’ (rig.) Beister 70’ | Marcatori | 45’ Stehle |

| Arbitro: | Drees |

|            |           |             |
| Müller 49’ | Marcatori | 61’ Beister |

### Coppa di Germania
| Arbitro: | Schmidt |

|          |           |  |
| Rahn 83’ | Marcatori |  |

## Statistiche

### Statistiche di squadra
| Competizione      | Punti | In casa | In casa | In casa | In casa | In casa | In casa | In trasferta | In trasferta | In trasferta | In trasferta | In trasferta | In trasferta | Totale | Totale | Totale | Totale | Totale | Totale | DR  |
| Competizione      | Punti | G       | V       | N       | P       | Gf      | Gs      | G            | V            | N            | P            | Gf           | Gs           | G      | V      | N      | P      | Gf     | Gs     | DR  |
| ----------------- | ----- | ------- | ------- | ------- | ------- | ------- | ------- | ------------ | ------------ | ------------ | ------------ | ------------ | ------------ | ------ | ------ | ------ | ------ | ------ | ------ | --- |
| 2. Bundesliga     | 53    | 17      | 13      | 1       | 3       | 34      | 9       | 17           | 3            | 4            | 10           | 15           | 30           | 34     | 16     | 5      | 13     | 49     | 39     | +10 |
| Coppa di Germania | -     | 0       | 0       | 0       | 0       | 0       | 0       | 1            | 0            | 0            | 1            | 0            | 1            | 1      | 0      | 0      | 1      | 0      | 1      | -1  |
| Totale            | -     | 17      | 13      | 1       | 3       | 34      | 9       | 18           | 3            | 4            | 11           | 15           | 31           | 35     | 16     | 5      | 14     | 49     | 40     | +9  |

### Andamento in campionato
| Giornata  | 1  | 2  | 3  | 4  | 5  | 6  | 7  | 8  | 9  | 10 | 11 | 12 | 13 | 14 | 15 | 16 | 17 | 18 | 19 | 20 | 21 | 22 | 23 | 24 | 25 | 26 | 27 | 28 | 29 | 30 | 31 | 32 | 33 | 34 |
| --------- | -- | -- | -- | -- | -- | -- | -- | -- | -- | -- | -- | -- | -- | -- | -- | -- | -- | -- | -- | -- | -- | -- | -- | -- | -- | -- | -- | -- | -- | -- | -- | -- | -- | -- |
| Luogo     | T  | C  | T  | C  | T  | C  | T  | C  | T  | C  | T  | C  | T  | T  | C  | T  | C  | C  | T  | C  | T  | C  | T  | C  | T  | C  | T  | C  | T  | C  | C  | T  | C  | T  |
| Risultato | P  | P  | P  | P  | P  | P  | V  | V  | P  | V  | P  | V  | P  | V  | V  | N  | V  | V  | P  | V  | N  | V  | P  | V  | P  | N  | P  | V  | V  | V  | V  | N  | V  | N  |
| Posizione | 14 | 15 | 16 | 17 | 18 | 18 | 17 | 16 | 16 | 15 | 15 | 14 | 15 | 14 | 11 | 11 | 11 | 10 | 11 | 11 | 11 | 9  | 10 | 8  | 8  | 9  | 10 | 10 | 9  | 8  | 7  | 9  | 8  | 7  |

Legenda:

Luogo: C = Casa; T = Trasferta. Risultato: V = Vittoria; N = Pareggio; P = Sconfitta.

### Statistiche dei giocatori
| Giocatore        | 2. Bundesliga | 2. Bundesliga | 2. Bundesliga | 2. Bundesliga | Coppa di Germania | Coppa di Germania | Coppa di Germania | Coppa di Germania | Totale   | Totale | Totale      | Totale     |
| Giocatore        | Presenze      | Reti          | Ammonizioni   | Espulsioni    | Presenze          | Reti              | Ammonizioni       | Espulsioni        | Presenze | Reti   | Ammonizioni | Espulsioni |
| ---------------- | ------------- | ------------- | ------------- | ------------- | ----------------- | ----------------- | ----------------- | ----------------- | -------- | ------ | ----------- | ---------- |
| M. Melka         | 19            | 0             | 1             | 0             | -                 | -                 | -                 | -                 | 19       | 0      | 1           | 0          |
| M. Ratajczak     | 15            | 0             | 0             | 0             | 1                 | 0                 | 0                 | 0                 | 16       | 0      | 0           | 0          |
| M. Niehues       | -             | -             | -             | -             | -                 | -                 | -                 | -                 | -        | -      | -           | -          |
| J. Langeneke     | 32            | 8             | 9             | 1             | 1                 | 0                 | 0                 | 0                 | 33       | 8      | 9           | 1          |
| A. Lukimya       | 30            | 0             | 1             | 0             | 1                 | 0                 | 0                 | 0                 | 31       | 0      | 1           | 0          |
| K. Schwertfeger  | 22            | 0             | 2             | 0             | -                 | -                 | -                 | -                 | 22       | 0      | 2           | 0          |
| T. Calvano       | 8             | 0             | 2             | 0             | -                 | -                 | -                 | -                 | 8        | 0      | 2           | 0          |
| J. van den Bergh | 33            | 0             | 5             | 0             | 1                 | 0                 | 1                 | 0                 | 34       | 0      | 6           | 0          |
| C. Weber         | 15            | 0             | 5             | 0             | 1                 | 0                 | 0                 | 0                 | 16       | 0      | 5           | 0          |
| M. Beister       | 26            | 7             | 3             | 0             | 1                 | 0                 | 0                 | 0                 | 27       | 7      | 3           | 0          |
| A. Bodzek        | 14            | 1             | 6             | 0             | -                 | -                 | -                 | -                 | 14       | 1      | 6           | 0          |
| M. Christ        | 12            | 0             | 2             | 0             | 1                 | 0                 | 0                 | 0                 | 13       | 0      | 2           | 0          |
| C. Costa         | 24            | 0             | 2             | 0             | 1                 | 0                 | 1                 | 0                 | 25       | 0      | 3           | 0          |
| S. Dum           | 21            | 0             | 3             | 0             | 1                 | 0                 | 1                 | 0                 | 22       | 0      | 4           | 0          |
| O. Fink          | 31            | 3             | 7             | 0             | -                 | -                 | -                 | -                 | 31       | 3      | 7           | 0          |
| A. Lambertz      | 23            | 5             | 5             | 2             | -                 | -                 | -                 | -                 | 23       | 5      | 5           | 2          |
| P. Zoundi        | 23            | 1             | 5             | 0             | 1                 | 0                 | 1                 | 0                 | 24       | 1      | 6           | 0          |
| T. Bröker        | 25            | 5             | 1             | 1             | -                 | -                 | -                 | -                 | 25       | 5      | 1           | 1          |
| M. Gaus          | 17            | 1             | 2             | 0             | 1                 | 0                 | 0                 | 0                 | 18       | 1      | 2           | 0          |
| K. Ilsø          | 16            | 7             | 0             | 0             | -                 | -                 | -                 | -                 | 16       | 7      | 0           | 0          |
| R. Jovanović     | 18            | 0             | 2             | 0             | 1                 | 0                 | 0                 | 0                 | 19       | 0      | 2           | 0          |
| M. Königs        | -             | -             | -             | -             | -                 | -                 | -                 | -                 | -        | -      | -           | -          |
| S. Rösler        | 26            | 6             | 5             | 0             | -                 | -                 | -                 | -                 | 26       | 6      | 5           | 0          |
| S. Torghelle     | 16            | 1             | 2             | 0             | 1                 | 0                 | 0                 | 0                 | 17       | 1      | 2           | 0          |
| T. Rockenbach    | 2             | 0             | 0             | 0             | -                 | -                 | -                 | -                 | 2        | 0      | 0           | 0          |
| Wellington       | 6             | 1             | 0             | 0             | 1                 | 0                 | 0                 | 0                 | 7        | 1      | 0           | 0          |